# Whippet
Whippet là một giống chó săn tầm trung và vừa có nguồn gốc ở Anh và là hậu duệ của giống chó săn greyhound và chúng thuộc phân nhóm chó săn đuổi và có đặc trưng về tốc độ. Là một giống chó săn đuổi cỡ vừa, xuất hiện thanh lịch và quyến rũ, thể hiện tốc độ, sức mạnh và sự cân bằng, nhưng không thô. Chúng được sử dụng có hiệu quả trong việc săn thỏ và bắt chuột.
Là chó săn thể thao, với hành động tối thiểu, kết thúc khoảng cách lớn nhất. Chúng có đặc trưng là dáng cao, lưng cong, bụng hóp, lườn phình ra như lườn báo, mình dài, chân dài, đuôi dài, hàm răng trên, dưới đều khỏe và khớp với nhau. Giống chó này được Hiệp hội chó giống Mỹ công nhận năm 1888, trong khi chúng được Hiệp hội chó giống Anh công nhận vào khoảng 3 năm sau đó.

## Đặc điểm

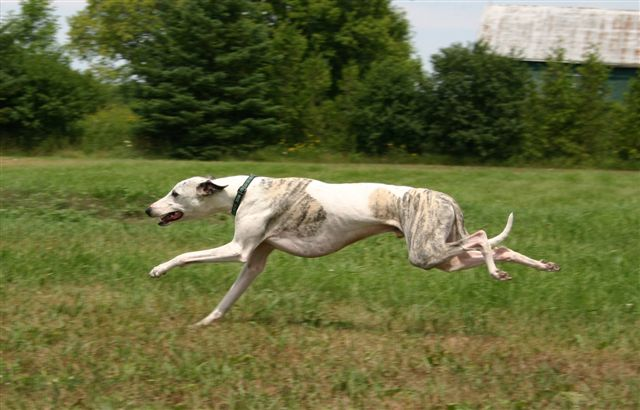
Một con Whippet đang chạy

## Tập tính

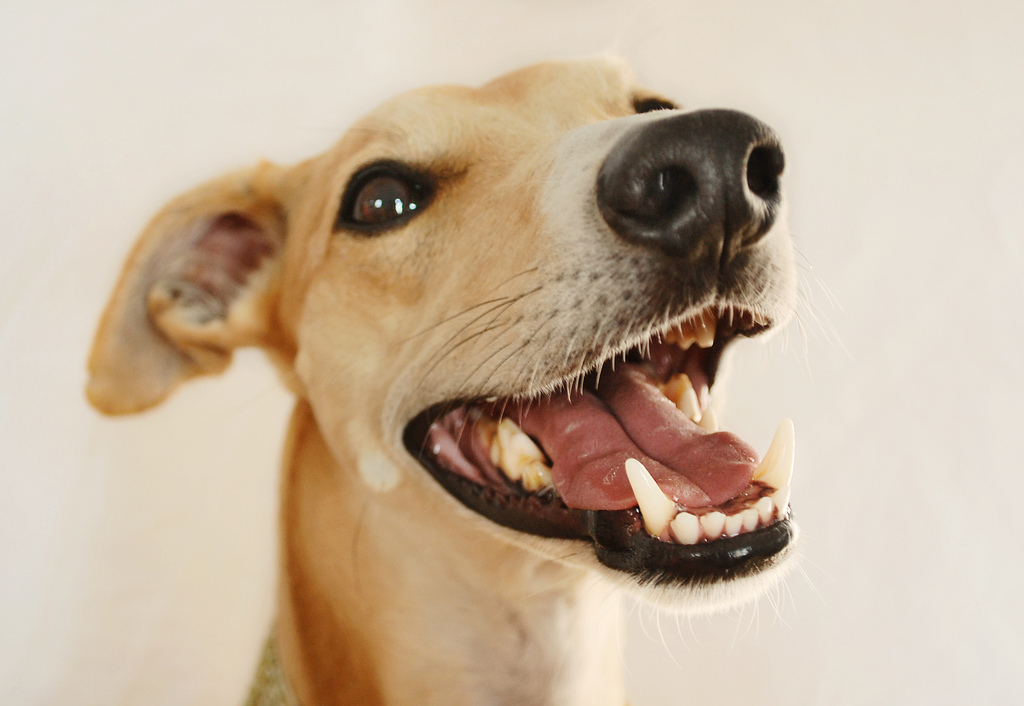
Hàm của chó Whippet